# Paper Mario: Color Splash
Paper Mario: Color Splash (ペーパーマリオ カラースプラッシュ, Pēpā Mario: Karā Supurasshu) est un jeu vidéo de type RPG développé par Intelligent Systems et édité par Nintendo et sorti le 7 octobre 2016 sur Wii U. Le jeu a été officiellement annoncé lors du Nintendo Direct du 3 mars 2016,,,.
Une démo spéciale de dix minutes, mettant en scène une maison hantée, est sortie en juillet 2016,.

## Synopsis
L'histoire débute un soir de tempête chez Mario, où la Princesse Peach arrive accompagnée d'un Toad avec une lettre, qui est en fait un Toad privé de ses couleurs envoyé depuis Port-Barbouille, une île connue pour ses couleurs et sa fontaine alimentée en peinture par 6 Grandes Étoiles de couleur. Après être arrivés, le trio remarque que l'endroit est désert et démoli. Après avoir rencontré Peinturion, Mario commence son aventure pour retrouver les Grandes Étoiles de couleur.
Après avoir affronté Morton puis réussi à récupérer la Grande Étoile de couleur rouge, Bowser sombre capture la Princesse Peach. La Grande Étoile révèle qu'elle peut créer un chemin vers le château de Bowser lorsque tous les autres Grandes Étoiles seront récupérées. Mario se rend alors au Colisée d'Or, où il combat Iggy, puis restaure la Grande Étoile jaune. Après avoir participé à un jeu télévisé, Mario infiltre le Fort Cobalt, où Ludwig garde la Grande Étoile de couleur bleue dans sa base sous-marine, qui colore la mer, permettant ainsi de se rendre, grâce à des Toad pirates, sur un archipel d'îles possédant chacune deux dimensions. Aidé par les Toad pirates, Mario réussit à récupérer la Grande Étoile de couleur violette alors détenue par Wendy. Mario se rend ensuite au Cap de la Voûte étoilée à bord d'un train, mais celui-ci est pris d'assaut par Larry. Il combat donc celui-ci puis récupère la Grande Étoile de couleur orange. Mario et Peinturion se rendent ensuite au cirque Émeraude, où Lemmy organise des spectacles. Après l'avoir battu, Mario récupère la Grande Étoile de couleur verte, sixième et dernière Grande Étoile.
Mario et Peinturion apprennent alors, grâce à la dernière Grande Étoile, que la peinture noire qui recouvre Bowser a été créée en mélangeant les différentes couleurs présentent dans la fontaine de Port-Barbouille. Bowser, souhaitant rendre sa carapace multicolore, a mélangé les peintures provenant de chacune des 6 Grandes Étoiles. La peinture noire fraîchement créée a alors pris le contrôle du célèbre ennemi de Mario, le pousssant à semer le chaos à Port-Barbouille.
Avec l'aide de Luigi, Mario et son acolyte arrivent au Château volant de Bowser, où ils se font piéger par Roy ; Mario se fraye donc un chemin jusqu'à Bowser à l'aide de Peinturion et parvient à le battre, devant cependant sacrifier son ami. Au soir, les habitants de Port-Barbouille célèbrent la restauration de la fontaine et le retour du calme sur l'archipel.
Lorsque le jeu est complété à 100%, Peinturion tombe dans la fontaine dans une courte scène post-crédits.

## Système de jeu
Le joueur contrôle Mario. En dehors des combats, celui-ci peut sauter, frapper avec son marteau ou peindre avec son marteau, qui devient alors un « marteau splash ». Lorsqu’il est perdu, il peut également appeler Peinturion, qui donnera souvent quelques conseils afin d’assister le joueur.

### Combats
Pendant les combats, le joueur doit utiliser les cartes qu’ils récupèrent au fil des niveaux pour battre ses ennemis. Il existe trois grandes familles de cartes : les cartes « Trucs », qui s’obtiennent en essorant des objets présents dans certains niveaux et qui ont pour la plupart une utilisation précise dans le jeu (telle que permettre de battre un boss), les cartes « ennemis », qui s’obtiennent parfois à l’issue d’un combat et qui permettent d’invoquer l’ennemi représenté à vos côtés lors d’un combat, et les cartes basiques, qui désignent donc toutes les autres (telles que les champignons, les sauts, les marteaux etc.). Si le joueur manque de cartes, il peut utiliser la « roulette de combat », qui lui permet d’obtenir une nouvelle carte à chaque tour en échange de quelques pièces.
Les Koopalings reviennent en tant que boss et sont donc les gardiens des grandes étoiles de couleur, excepté Roy, qui garde le château de Bowser.

### Couleurs
Pendant son aventure, le joueur est invité à repeindre les parties du monde décolorées par les Mass'pailles. Cela constitue la quête secondaire la plus importante du jeu. Lorsqu'elles sont repeintes, les taches donnent au joueur des pièces ou encore des cartes de combat. Le seul niveau dépourvu de taches blanches est le château de Bowser.
Régulièrement pendant le jeu, un Maskass spécifique, nommé "Maskass Masqué", peut apparaître et tenter de dérober la peinture d'un niveau du jeu déjà repeint par le joueur. Le joueur doit donc l'arrêter afin d'éviter d'avoir à repeindre le niveau en question.

### Découpage
Régulièrement dans le jeu, le joueur doit utiliser la capacité de découpage afin d'avancer. Celle-ci consiste à découper une partie du décor comme s'il s'agissait d'un décor en deux dimensions afin de naviguer vers un endroit normalement inaccessible. On peut comparer ce système à la capacité de passage en trois dimensions présent dans Super Paper Mario.
On notera que sont régulièrement cachés dans le jeu des découpages derrière lesquels se trouvent des cartes de combat ou encore le frère de Mario, Luigi, qui, si trouvé, donnera au joueur quelques pièces en guise en récompense.

### Musée
L'une des quêtes secondaires du jeu consiste à compléter le musée. Pour ce faire, le joueur doit déposer au dit musée un exemplaire de chaque carte du jeu. À certains niveaux de complétion du musée, le joueur débloque l'accès à des tableaux, qui sont en fait les dessins et croquis faits pendant la conception du jeu.
Le musée propose aussi une section musicale, qui permet au joueur d'écouter à sa guise les musiques qui ornent les niveaux dont il a repeint l'entièreté des taches blanches.

### Mondes et niveaux
Le joueur évolue dans plusieurs mondes différents, répartis sur une même carte, et contenant chacun plusieurs niveaux. Chaque monde se conclut par un boss et la récupération d’une grande étoile de couleur. On retrouve au centre de la carte Port Barbouille, la ville principale de la Barbouillie. Elle est séparée en trois quartiers : le quartier jaune, contenant le musée ou les appartements de la Princesse Peach, le quartier rouge, qui constitue la place centrale, et le quartier bleu, qui contient la poste (où le joueur reçoit régulièrement des informations) et la boutique de cartes de combat.
Chaque niveau contient une ou plusieurs petites étoiles de couleur débloquant soit l'accès à un niveau soit un nouveau chemin entre deux niveaux.
On notera en particulier la présence du niveau de la Centrale Ariko, qui fait évoluer le joueur dans le monde de Super Mario Bros. 3, et où le système de découpage est inversé : celui-ci permet alors de passer en trois dimensions, comme dans Super Paper Mario.

## Personnages

### Personnages principaux

#### Mario
Mario est le personnage principal du jeu et est donc contrôlé par le joueur. Il est chargé de résoudre le mystère de l’Île Barbouille tout en redonnant ses couleurs au monde dont l’armée de Bowser a volé les teintes, le tout à l’aide de son allié Peinturion.

#### Peinturion
Peinturion est l’allié de Mario. Ressemblant fort à un pot de peinture, il habite Port-Barbouille depuis bien longtemps, mais découvre avec stupeur l’assèchement de la fontaine de peinture, ce qui le pousse à accompagner le célèbre plombier dans la quête des grandes étoiles de couleur. C’est d’ailleurs grâce à lui que Mario possède les pouvoirs de la peinture qui lui permettent de repeindre les « taches de couleur » laissées par les Mass’pailles du terrible Bowser.

#### Princesse Peach
La princesse Peach joue un rôle décisif dans le scénario du jeu. Se rendant à Port-Barbouille accompagnée de Mario et d’un Toad domestique, elle se fait enlever par Bowser et devient la quête principale du jeu au même titre que le sauvetage de l’île. Elle communique avec Mario à l’aide de petits hologrammes qu’elle parvient à jeter depuis sa prison.

#### Les Toad
Les Toad sont les seuls habitants de l’Île Barbouille. Ils sont victimes de l’invasion de l’armée de Bowser, et nombre d’entre eux se retrouvent privés de leurs couleurs. Certains décident de devenir ou deviennent malgré eux des légendes, tels que les Toad sauveteurs ou Toad élus.

#### Les Toad sauveteurs
Les Toad sauveteurs sont des habitants de l’Île ayant rejoint une des 5 équipes de sauvetages (la rouge, la bleue, la jaune, la violette ou la verte), composées d’un capitaine et d’un nombre variable de membres.
On notera d’ailleurs l’existence d’une courte série animée promotionnelle qui leur est dédiée, reprenant principalement des extraits du jeu : Rescue V.

#### Les Toad élus
Les Toad élus sont 3 habitants érudits. Ils possèdent de grands pouvoir et ont pour destinée d’ouvrir la grande porte de la Tour Cramoisie. D’abord semblables à des Toad normaux, ils découvrent finalement leurs pouvoirs qui s’accompagnent d’une forme de clé au-dessus de leur tête.

#### Bowser
Envoûté par le pouvoir de la peinture noire, Bowser est l’antagoniste principal du jeu. La peinture noire dont il est recouvert le rend maléfique. Sous l’impulsion de cette même peinture, c’est lui qui lance aux quatre coins de l’Île Barbouille les 6 grandes étoiles de couleurs que Mario tente de récupérer.

#### Les Koopalings
Sbires de Bowser, les Koopalings sont tous chargés de défendre une grande étoile de couleur mis à part Roy, qui est chargé de défendre le château de son père. Ce sont les boss du jeu.

#### Kamek
Kamek appartient régulièrement pendant le jeu. Il tente d’éliminer Mario pendant des combats spéciaux où il modifie l’inventaire de cartes du joueur.

#### Les Mass'pailles
Éléments les plus importants de l’armée de Bowser, les Mass’pailles sont des Maskass armés de pailles qui leur permettent d’aspirer les couleurs du monde et des personnages. Lorsqu’un « Game Over » intervient, ce sont des Mass’pailles qui viennent aspirer les couleurs de Mario, pour signifier sa mort.

## Accueil
Lors de son annonce, le jeu a été attaqué de controverses, pour son manque d'idendité comparé à Sticker Star, au point d'avoir été le sujet d'une pétition pour annuler la sortie. Toutefois, à sa sortie, le jeu reçoit de très bonnes critiques, qui l'appelle une « bonne surprise » pour son style artistique bien détaillé, sa musique et ses dialogues humoristiques, malgré un système de combat problématique et un manque de variété chez les personnages,.